# 위산구
위산구(한국어: 우산구, 중국어: 雨山区, 병음: Yǔshān Qū)는 중화인민공화국 안후이성 마안산 시의 현급 행정구역이다. 넓이는 130km2이고, 인구는 2007년 기준으로 260,000명이다.

## 행정 구역
4개 가도, 2개 진, 1개 향을 관할한다.
- 가도변사소: 雨山街道 平湖街道 安民街道 采石矶街道
- 진: 向山镇, 银塘镇
- 향: 佳山乡